# Gräddjällsen
Gräddjällsen är en sjö i Vansbro kommun i Dalarna och ingår i Dalälvens huvudavrinningsområde. Sjön har en area på 0,177 kvadratkilometer och ligger 345,8 meter över havet.

## Delavrinningsområde
Gräddjällsen ingår i det delavrinningsområde (669455-141603) som SMHI kallar för Namn saknas. Medelhöjden är 381 meter över havet och ytan är 14,25 kvadratkilometer. Det finns inga avrinningsområden uppströms utan avrinningsområdet är högsta punkten. Vattendraget som avvattnar avrinningsområdet har biflödesordning 4, vilket innebär att vattnet flödar genom totalt 4 vattendrag innan det når havet efter 334 kilometer. Avrinningsområdet består mestadels av skog (76 procent). Avrinningsområdet har 0,22 kvadratkilometer vattenytor vilket ger det en sjöprocent på 1,5 procent.